# Silenoz
Silenoz es un compositor, guitarrista, y vocalista noruego cuyo nombre verdadero es Sven Atle Kopperud. Es uno de los fundadores de la banda noruega de black metal, Dimmu Borgir junto a Shagrath y Tjodalv.

## Biografía
Silenoz ha estado encargándose de las guitarras desde el comienzo de la banda. Compone la gran mayoría de los riffs y las melodías, que son parte importante del peculiar sonido de la banda. También es el letrista de Dimmu Borgir; contribuye en los coros, como se puede escuchar en Stormblåst, Stormblåst MMV y Godless Savage Garden, así como el encargado del bajo en Stormblåst MMV. También es el vocalista del álbum debut For All Tid y en la primera edición de Stormblåst. En los primeros años de la banda, se hacía llamar Erkekjetter Silenoz que más tarde lo cambió solamente a Silenoz. 
Antes de convertirse en músico, Silenoz trabajaba en una guardería.
En 2003 escribió letras para el álbum The Arrival de la banda sueca Hypocrisy.
Silenoz también forma parte del grupo de death metal "Insidious Disease", junto con Marc Grewe (de Morgorth), Shane Embury (de Napalm Death y Brujería), Tony Laureano (ex Dimmu Borgir, ex Nile) y Jardar (ex Old Man's Child).

## Equipo
- Jackson guitarras (antes)
- ESP guitarras (ahora, marca en la que tiene su propio modelo)
- Seymour Duncan
- Marshall amplificadores
- Mesa Boogie amplificadores
- ENGL amplificadores
- Boss
- Dean Markley - Blue Steel
- Dunlop Tortex picks
- Shure

## Discografía
Con Dimmu Borgir
- Inn I Evighetens Mørke (1994)
- For All Tid (1994)
- Stormblåst (1996)
- Devil's Path (1996)
- Enthrone Darkness Triumphant (1997)
- Godless Savage Garden (1998)
- Sons of Satan Gather for Attack (álbum split con Old Man's Child) (1999)
- Spiritual Black Dimensions (1999)
- True Kings of Norway (2000) (álbum split con Emperor, Immortal, Ancient y Arcturus) (2000)
- Puritanical Euphoric Misanthropia (2001)
- Alive in Torment (2001)
- World Misanthropy (2002)
- Death Cult Armageddon (2003)
- Stormblåst MMV (2005)
- In Sorte Diaboli (2007)
- Abrahadabra (2010)

Con Nocturnal Breed
- Aggressor (1997)
- No retreat... no surrender (1998)

Con Insidious Desease
- Shadowcast (2010)